# Modelo linear
Em estatística, o termo modelo linear é usado de diferentes formas de acordo com o contexto. A ocorrência mais comum se dá em conexão com modelos de regressão e o termo é frequentemente assumido como sinônimo de modelo de regressão linear. Entretanto, o termo é também usado em análise de séries temporais com um significado diferente. Em cada caso, a designação "linear" é frequentemente usada para identificar uma subclasse de modelos para os quais uma redução substancial na complexidade da teoria estatística relacionada é possível.

## Modelos de regressão linear
Para o caso da regressão, o modelo estatístico é como segue. Dada uma amostra (aleatória) {\displaystyle (Y_{i},X_{i1},\ldots ,X_{ip}),i=1,\ldots ,n}, a relação entre as observações {\displaystyle Y_{i}} e as variáveis independentes {\displaystyle X_{ij}} é formulada como:
{\displaystyle Y_{i}=\beta _{0}+\beta _{1}\phi _{1}(X_{i1})+\cdots +\beta _{p}\phi _{p}(X_{ip})+\varepsilon _{i}\qquad i=1,\ldots ,n;}
em que {\displaystyle \phi _{1},\ldots ,\phi _{p}} podem ser funções não lineares. Acima, as quantidades {\displaystyle \varepsilon _{i}} são variáveis aleatórias que representam os erros na relação. A parte "linear" da designação se relaciona com o aparecimento dos coeficientes de regressão {\displaystyle \beta _{j}} em uma forma linear na relação acima. Alternativamente, pode-se dizer que os valores previstos correspondentes ao modelo acima, mais precisamente:
{\displaystyle {\hat {Y}}_{i}=\beta _{0}+\beta _{1}\phi _{1}(X_{i1})+\cdots +\beta _{p}\phi _{p}(X_{ip})\qquad (i=1,\ldots ,n),}
são funções lineares dos {\displaystyle \beta _{j}}.

Dado que a estimativa é realizada com base em um análise de mínimos quadrados, estimativas dos parâmetros desconhecidos {\displaystyle \beta _{j}} são determinadas ao minimizar uma função de soma de quadrados:
{\displaystyle S=\sum _{i=1}^{n}\left(Y_{i}-\beta _{0}-\beta _{1}\phi _{1}(X_{i1})-\cdots -\beta _{p}\phi _{p}(X_{ip})\right)^{2}.}
A partir disto, pode-se ver prontamente que o aspecto "linear" do modelo significa o seguinte:
- A função a ser minimizada é uma função quadrática dos {\displaystyle \beta _{j}}, para a qual a minimização é um problema relativamente simples;
- As derivadas da função são funções lineares dos {\displaystyle \beta _{j}}, o que torna mais fácil encontrar os valores minimizantes;
- Os valores minimizantes {\displaystyle \beta _{j}} são funções lineares das observações {\displaystyle Y_{i}};
- Os valores minimizantes {\displaystyle \beta _{j}} são funções lineares dos erros aleatórios {\displaystyle \varepsilon _{i}}, o que torna relativamente fácil determinar as propriedades estatísticas dos valores estimados dos {\displaystyle \beta _{j}}.

## Modelos de séries temporais
Um exemplo de um modelo linear de série temporal é um modelo ARMA. Aqui, o modelo para valores {\displaystyle \{X_{t}\}} em uma série temporal pode ser escrito na forma:
{\displaystyle X_{t}=c+\varepsilon _{t}+\sum _{i=1}^{p}\phi _{i}X_{t-i}+\sum _{i=1}^{q}\theta _{i}\varepsilon _{t-i},}
em que novamente as quantidades {\displaystyle \varepsilon _{t}} são variáveis aleatórias que representam inovações, que são novos efeitos aleatórios que aparecem em um certo tempo, mas que também afetam valores de {\displaystyle X} em tempos posteriores. Neste exemplo, o uso do termo "modelo linear" se refere à estrutura da relação acima ao representar {\displaystyle X_{t}} como uma função linear dos valores passados da mesma série temporal e dos valores presentes e passados das inovações. Este aspecto particular da estrutura significa que é relativamente simples derivar relações para as propriedades de média e covariância da série temporal. Nota-se que aqui a parte "linear" do termo "modelo linear" não está se referindo ao coeficientes {\displaystyle \varphi _{i}} e {\displaystyle \theta _{i}}, como seria no caso de um modelo de regressão, que parece estruturalmente semelhante.

## Outros usos em estatística
Há algumas outras instâncias em que "modelo não linear" é usado para contrastar com um modelo linearmente estruturado, embora o termo "modelo linear" não seja usualmente aplicado. Um exemplo disto é a redução de dimensionalidade não linear.